# Стрептівська сільська рада
| Стрептівська сільська рада — орган місцевого самоврядування у колишньому Кам'янка-Бузькому районі Львівської області з адміністративним центром у с. Стрептів. Історична дата утворення: в 1939 році. Водоймища на території, підпорядкованій даній раді: річка Барбарка. Сільській раді підпорядковані населені пункти: - с. Стрептів - с. Деревляни - с. Спас - с. Ямне |

## Склад ради
Рада складається з 16 депутатів та голови.

### Керівний склад ради
| ПІБ                       | Основні відомості                                                    | Дата обрання | Дата звільнення |
| ------------------------- | -------------------------------------------------------------------- | ------------ | --------------- |
| Ренчка Євгенія Михайлівна | Сільський голова, 1973 року народження, освіта, член народної партії | 26.03.2006   | 31.10.2010      |
| Ренчка Євгенія Михайлівна | Сільський голова, 1973 року народження, освіта, член народної партії | 31.10.2010   |                 |

Примітка: таблиця складена за даними джерела